# 3b(ili 20a)-hidroksisteroid dehidrogenaza
3b(ili 20a)-hidroksisteroid dehidrogenaza (EC 1.1.1.210, progesteronska reduktaza, dehidrogenaza, 3beta,20alfa-hidroksi steroid, 3beta,20alfa-hidroksisteroid oksidoreduktaza) je enzim sa sistematskim imenom 3beta(or 20alfa)-hidroksisteroid:NADP+ oksidoreduktaza. Ovaj enzim katalizuje sledeću hemijsku reakciju
5alfa-androstan-3beta,17beta-diol + NADP+ {\displaystyle \rightleftharpoons } 17beta-hidroksi-5alfa-androstan-3-on + NADPH + H+
Takođe deluje na 20alfa-hidroksisteroide.

## Literatura
- Nicholas C. Price; Lewis Stevens (1999). Fundamentals of Enzymology: The Cell and Molecular Biology of Catalytic Proteins (Third изд.). USA: Oxford University Press. ISBN 019850229X.
- Eric J. Toone (2006). Advances in Enzymology and Related Areas of Molecular Biology, Protein Evolution (Volume 75 изд.). Wiley-Interscience. ISBN 0471205036.
- Branden C; Tooze J. Introduction to Protein Structure. New York, NY: Garland Publishing. ISBN 0-8153-2305-0.
- Irwin H. Segel. Enzyme Kinetics: Behavior and Analysis of Rapid Equilibrium and Steady-State Enzyme Systems (Book 44 изд.). Wiley Classics Library. ISBN 0471303097.

## Spoljašnje veze
- 3beta(or+20alpha)-hydroxysteroid+dehydrogenase на 